# محبة فرعون
محبة فرعون (بالألمانية: Das Weib des Pharao ، المعروف أيضًا باسم زوجة الفرعون) هو فيلم ملحمي تاريخي ألماني صامت إنتاج عام 1922 من إخراج إرنست لوبيتش، قام ببطولة أميل جانينجز، تم اعتبار نسخة كاملة من الفيلم مفقودة لسنوات. تم عرض النسخة الرقمية التي تم ترميمها وإعادة بنائها لأول مرة في 17 سبتمبر 2011. يتضمن الفيلم المستعاد الموسيقى الأصلية للملحن إدوارد كونيكه التي تم تكليفها للفيلم بواسطة إرنست لوبيتش. يُعتقد أن لوبيتش قد صنع الفيلم ليُظهر لهوليوود أنه يستطيع صنع ملحمة. كان فيلم محبة فرعون آخر أفلامه في ألمانيا قبل أن يهاجر إلى هوليوود عام 1923.

## روابط خارجية
- محبة فرعون  في قاعدة بيانات الأفلام على الإنترنت (بالإنجليزية)